# Cieloszka (stacja kolejowa)
Cieloszka – od 1.04.1973 zlikwidowana wąskotorowa stacja kolejowa w Cieloszce, w województwie podlaskim, w Polsce.